# Blennocampinae
Sous-famille
Les Blennocampinae sont une sous-famille d'insectes de l'ordre des hyménoptères, de la famille des Tenthredinidae (tenthrèdes, une des familles de symphytes).

## Genres rencontrés en Europe
- Ardis
- Blennocampa
- Cladardis
- Claremontia
- Eupareophora
- Eurhadinoceraea
- Eutomostethus
- Halidamia
- Hoplocampoides
- Monardis
- Monophadnoides
- Monophadnus
- Paracharactus
- Pareophora
- Periclista dont Periclista lineolata
- Phymatocera dont Phymatocera aterrima
- Rhadinoceraea dont Rhadinoceraea micans
- Stethomostus
- Tomostethus